# Contigo en la distancia

Contigo En La Distancia est un boléro qui a été écrit par l'auteur-compositeur-interprète cubain César Portillo de la Luz à l'âge de 24 ans. Il a été écrit en 1946. De nos jours, c'est l'un des boléros les plus acclamés de la musique cubaine, ayant été interprété par une multitude de chanteurs tels que Il Divo, Pedro Infante, Pablo Milanés, Luis Mariano, Joan Manuel Serrat, Christina Aguilera, Luis Miguel, Caetano Veloso, Plácido Domingo, José José, María Dolores Pradera et Belinda,entre autres.

## Contexte et composition
Contigo en la distancia a été écrit par le guitariste cubain César Portillo de la Luz. Né à La Havane, à Cuba, d'un père cigarettier, Portillo a appris seul à jouer de la guitare. Au début, il peignait des maisons pour gagner sa vie et écoutait du jazz tout en travaillant. Portillo de la Luz a été initié au filin (une forme de musique boléro influencée par le jazz) par le musicien trovador Angel Díaz alors qu'il se produisait chez un ami. Diaz a invité Portillo de la Luz à se produire avec le reste des musiciens de filin au Callejón de Hemmel. En 1946, il fait ses débuts comme guitariste professionnel à la radio et une émission hebdomadaire sur Radio Mil Diez suit, ce qui accroît sa popularité. Contigo en la distancia, enregistré la même année, sort à un moment où le filin gagne en popularité à Cuba. L'enregistrement de cette chanson par Portillo de la Luz a été inclus dans un album compilation intitulé Un Momento con Portillo de la Luz.

## Interprètes

### Luis Miguel
Le chanteur mexicain Luis Miguel a sorti en 1991 l'album Romance, produit par Miguel et l'auteur-compositeur-interprète mexicain Armando Manzanero, qui comprenait une sélection de boléros classiques. Le succès de l'album a ravivé l'intérêt pour les boléros, même si les nouveaux arrangements musicaux des chansons les rendent méconnaissables. Romance a reçu une nomination aux Grammy Awards pour la meilleure performance pop latine (qu'il a perdue face à Otro Día Más Sin Verte de Jon Secada), a été certifié platine par la Recording Industry Association of America (RIAA) et s'est vendu à sept millions d'exemplaires dans le monde. Contigo en la distancia est sorti en juillet 1992 au Mexique en tant que troisième single de l'album. Le clip de la chanson a été réalisé par Pedro Torres et filmé à Miami. Il met en scène Miguel et un orchestre qui se produit devant un immeuble,. Mark Holston a fait une critique positive de la reprise de Miguel dans le magazine Américas, la qualifiant de « parmi les grandes ballades de tous les temps et Miguel leur voue un respect total ».
Une version live de Contigo en la distancia a été incluse dans l'EP América & en vivo en 1992 et son clip a été ajouté à la compilation vidéo Grandes Éxitos en 2005,.

### Il Divo
Il Divo, le quatuor vocal de chanteurs masculins ; le ténor suisse Urs Bühler, le baryton espagnol Carlos Marín, le ténor américain David Miller et le chanteur pop français Sébastien Izambard, ainsi que le producteur colombien, gagnant de plusieurs Latin Grammy, Julio Reyes Copello, ont enregistré la chanson pour l'album Amor & Pasión d'Il Divo (2015).

### José José
Contigo en la distancia a été repris par le chanteur mexicain José José inclus sur son album de 1973 "Hasta que vuelvas" sous le label RCA Victor. José José Il a contribué à populariser la chanson dans le monde entier, plaçant la chanson et le chanteur aux premières places de popularité.    .

#### Autres interprètes
- David Archuleta
- Christina Aguilera
- David Bisbal
- Andrea Bocelli
- Plácido Domingo
- Dyango
- José Feliciano
- Olga Guillot
- Pedro Infante
- Eugenia Leon
- Los Machucambos
- Armando Manzanero
- Ricardo Montaner
- Belinda
- María Dolores Pradera
- Luis Salinas
- Susana Zabaleta
- Lucho Gatica